# Plaza Las Lilas
La Plaza Las Lilas se ubica en la comuna de Providencia, en la ciudad de Santiago de Chile. Es una plaza que mezcla encuentros culturales, recreacionales e interacción de barrio, en la perspectiva de un modelo propio del siglo XX en el cual el ex cine Las Lilas fue un ícono. Al igual que la Plaza Ñuñoa o la Plaza Perú, con el crecimiento de Santiago de Chile y la progresiva eliminación de ciertos espacios culturales y recreacionales urbanos, el patrimonio arquitectónico y la ecología social del sector se ven bajo seria amenaza. Esta plaza tiene la característica de que, a pesar de estar cerca de importantes avenidas, y a tres cuadras de la Estación Cristóbal Colón, su emplazamiento, bisectado solo por la Avenida Eliodoro Yáñez, la convierte en una suerte de oasis con un diseño de comercios "a escala", opuestos a la lógica dominante de redes comerciales, en las cuales los enormes malls son elementos representativos.
Es uno de los pocos puntos en Santiago con acceso gratuito a Internet a través de WIFI.

## Historia
Entre 1920 y 1930, con el loteo del sector Los Leones (antigua chacra de Lo Bravo), se construye paisajísticamente la zona oriente de Providencia con un novedoso concepto de ciudad-jardín. En 1932 se arma un plan de desarrollo comunal, que involucra a las nacientes urbanizaciones del sector, y en el mismo período la Municipalidad de Providencia se hace cargo de importantes modificaciones tales como urbanización, pavimentación, iluminarias y construcción de plazas públicas como Las Lilas o Pedro de Valdivia, lo que desde 1940 consolidaría su interés referencial.
Luego también la influencia de inmigrantes como el arquitecto Karl Brüner dio paso a calles de trazados no hispánicos sino que de formas curvas o diagonales (Diagonal Oriente, Tobalaba, Diego de Almagro, etc). Unos años después, funciona otro plan regulador, hasta mitad de los 70's, que consolida los barrios de la comuna y le da, específicamente, el sello característico al barrio Las Lilas. Los planes desde esa época hacia adelante se enfocarían al carácter céntrico en la comuna; sobre todo respecto al eje de la Avenida Providencia. La Plaza Las Lilas parecía ajena a esa tendencia de edificios de gran altura, comercio acelerado, densificación progresiva de la población y después: construcción de rascacielos, autopistas y multiplicación de departamentos y oficinas.
Desde fines de los años 1990 la tendencia de conversión o crecimiento afecta a todos los barrios de la comuna, directa o indirectamente, creando una distorsión del original propósito de sus sectores primordialmente concebidos como residenciales.